# Вараш
Вара́ш (укр. Вараш); в 1977—2016 годах — Кузнецо́вск (укр. Кузнецовськ) — город в Ровненской области Украины, административный центр Варашского района и Варашской городской общины.

## Название
Происхождение названия села Вараш, которое и дало современное название городу остаётся неизвестным. В документах XVI — начала XVII века село называлось Гвараш. В царское время село писалось Вараж или Вараш, Варяж или Гваряж). Есть 4 версии происхождения названия города:
1. от «гвар» — шум, говор: заимствование из польского (gwar — говор, gwarzyć — болтать) или словацкого (hvarec — говорить) языков, эти слова в свою очередь происходят от праславянского gvar-, govor-, которое сохраняется в украинском слове «говорити» (Этимологический словарь украинского языка). В документах конца XVI — начала XVII века село упоминается исключительно как Гвараш.
2. из иранских языков: иран. Вараш — авест. Веретрагна[4], бог войны и победы, «разрушающий препятствия», кроме иранизма вараш среди местных топонимов наблюдаются ещё по меньшей мере три названия ираноязычного происхождения: речка Стирь, села Сопа́чов и Собещицы
3. из славянских языков: варажб — древнее название волхвов на Полесье. По преданию, волхвы обладали способностью влиять на силы природы, исцелять больных, предсказывать будущее.
4. из угорских языков: város от слова вара — сторожа (варта), варош — замок, укреплённый город[5]. В народных преданиях есть версия о том, что здесь якобы было венгерское поселение. Старый варашский художник Андрей Пашко вспоминал, что на границе Вараша со Старой Рафаловкой было имение венгерского правителя. Последним упоминанием об этом был памятник с надписью «Ян Конари».

## Географическое положение
Расположен на правом берегу реки Стыр на юго-западе Украинского Полесья у границы с Волынской областью. Расстояние до Ровно — 150 км.

## Население
В январе 1989 года численность населения составляла 29 858 человек.
По состоянию на 1 января 2024 года численность населения составляла 39 643 человек.
По данным переписи 2001 года украинцы составляли 90,86 % населения города, русские — 7,62 %.

### Языковой состав
Родной язык населения по данным переписи 2001 года:
| Язык       | Численность, чел. | Доля     |
| ---------- | ----------------- | -------- |
| Украинский | 35 845            | 90,42 %  |
| Русский    | 3 676             | 9,27 %   |
| Другое     | 122               | 0,31 %   |
| Итого      | 39 643            | 100,00 % |

Украинский язык является основным и единственным официальным языком города.
По данным Государственной службы статистики Украины в 2023/24 учебном году все 164 344 учащихся в учреждениях общего среднего образования в Ровненской области обучались в украиноязычных классах.

## История
Посёлок был основан в 1973 году для строительства и обслуживания близлежащей Ровенской атомной электростанции на месте бывшего села Вараш, появившегося в 1776 году.
Он проектировался специалистами Киевского института «Гипроград», главный архитектор проекта — Лидия Александровна Гусева. Строительство жилого фонда велось трестом «Союзэнергожилстрой» и Московским домостроительным комбинатом № 5.
В 1974 году были сданы в эксплуатацию первый жилой дом, магазин, общеобразовательная школа и столовая.
15 марта 1977 года указом Президиума Верховного Совета УССР населённый пункт получил название — посёлок Кузнецовск, в честь советского разведчика Н. И. Кузнецова. К 1978 году его населяло свыше 5500 человек, но население быстро росло.
В 1981 году здесь действовали ПТУ, общеобразовательная школа, музыкальная школа, больница, две библиотеки и клуб. Также, в 1981 году был сдан в эксплуатацию первый энергоблок строившейся АЭС.
В 1984 году посёлок получил статус города областного подчинения.
20 декабря 1990 года здесь началось издание местной газеты.
В мае 1995 года Кабинет министров Украины утвердил решение о приватизации находившегося здесь АТП-15637.
19 мая 2016 года согласно программе декоммунизации на Украине Верховная Рада переименовала город Кузнецовск в Вараш.

## Транспорт
В 8 км от города находится железнодорожная станция Рафаловка на линии Ковель — Сарны.

## Галерея
- Центр Вараша.
- Дворец культуры.
- Памятник чернобыльцам.
- Гостиница «Вараш». РАЭС.
- Святомихайловская церковь (киевский патриархат).
- Свято-Владимирский храм (московский патриархат).
- Храмы.
- Жилой дом в Вараше.
- Вечерний Вараш.

Спасо-Преображенский собор, который был сооружён при поддержке атомной станции, считается символом города.
Архитектурный проект собора разработан Ю. Ф. Худяковым.
- Спасо-Преображенский храм.
- Фасад Спасо-Преображенского храма.